# 少帝弁
少帝辯（しょうてい べん）は、中国後漢の第13代皇帝。霊帝と何皇后の子。母の何太后と母方の伯父の何進（何太后の異母兄）により擁立され、幼年で即位したが在位期間は4か月余りであった。

## 生涯
霊帝と貴人何氏との間の子として生まれた。霊帝の子供の多くは夭折したため、幼い頃から宮外で育てられた。道士史子眇の養子になり、史侯と呼ばれる。
母は霊帝に寵愛され、やがて皇后に立てられ、その親族も外戚として重用した。しかし霊帝は、暗愚な辯よりも、次男の協（後の献帝）の方を高く評価していた。そのため辯は、嫡出子で長男であっても霊帝の在位中に後継者（皇太子）として認められておらず、これが後の悲劇を招いた。
父の霊帝の崩御により、母の何太后と母方の伯父の何進（何太后の異母兄）により擁立された。しかし、何進が中常侍の張譲らにより暗殺され、さらに中常侍をはじめとする宦官も袁紹によって皆殺しにされた後、洛陽を占拠した董卓により廃位され、弘農王に封ぜられた。その後、董卓の専制に反発した諸侯による反董卓連合軍が起こると、連合軍に擁立されることを恐れた董卓に命じられた李儒によって、長安遷都前に毒殺され、崩御した。
在位わずか4カ月に過ぎず、また地方豪族の一人に過ぎなかった董卓に帝位を廃されたことは、事実上、後漢王朝が滅亡したことを意味している。
のちに弘農懐王として諡をされたため、実質的に皇帝とは認められなかったことになる。明代に書かれた『三才図会』に掲載されている後漢王室の系図でも、劉辯の存在は省かれている。『三国志』魏志「王朗伝」によると、曹操が劉辯の墓前を通ったとき、皇帝陵として参拝すべきか否か、付き従っていた董遇に訊いた。すると董遇は「皇帝ではないと見なされますので参拝は不要です」と述べたため、曹操はその意見に従っている。

## 三国志演義での少帝
小説『三国志演義』では、劉協（後の献帝）よりも若干年上の少年である。劉協の方が聡明さがあり、逆に劉辯は暗愚であったため、廃位された後、何太后とともに李儒により高所から突き落とされ、殺害されることになっている。
なお、『三国志演義』やその派生作品などでは幼帝扱いにされているが、即位当時の年齢17歳というのは、後漢の歴代皇帝の即位時年齢の中で4番目の高年齢にあたる。これは、後漢に幼少の皇帝が多かったことを示すものである。

## 后妃
- 唐姫 - 劉辯の死後、李傕に妻になるよう迫られたが拒否した。献帝は弘農王妃に封じた。